# Zara Nakhimovskaya
Zara Nakhimovskaya (Kavnatsky) (Daugavpils, Letònia, 6 de juny de 1934) és una jugadora d'escacs letona, ja retirada, quatre cops campiona del seu país.
Es va graduar a l'Institut Mèdic de Riga, i treballà com a farmacèutica. A finals dels 1970 va emigrar als Estats Units, i es va retirar de la vida escaquística.

## Resultats destacats en competició
Zara Nakhimovskaya va assolir excel·lents resultats en el període 1950 - 1960, quan vivia a l'RSS de Letònia. El 1951 va jugar representant Letònia al campionat soviètic júnior per equips, a Leningrad, al segon tauler femení, i hi va obtenir la medalla d'or (amb 6½ punts de 9).
Va participar en les finals del campionat de letónia femení molts cops, i hi va aconseguir molt bons resultats, amb quatre primers llocs els anys 1958, 1959, 1961, i 1962. En concret, el 1954 hi fou segona, després de perdre el matx pel títol contra Milda Lauberte), el 1955 vuitena, el 1956 segona, el 1958 campiona, el 1959 campiona, el 1960 tercera, el 1961 primera, el 1962 primera, el 1964 segona, el 1966 tercera, el 1967 cinquena, el 1968 cinquena, i el 1969 segona.
També va participar en el campionat d'escacs de la Unió Soviètica femení, i hi va guanyar una semifinal a Irkutsk el 1961. Va arribar a les finals del torneig els anys 1959, 1962 i 1963.

### Participació en competicions per equips
Zara Nakhimovskaya va jugar representant Letònia al Campionat soviètic per equipss el 1955 (al segon tauler femení), el 1958 (al primer tauler femení), el 1959 (al primer tauler femení), el 1960 (al segon tauler femení), i el 1962 (al primer tauler femení).
També va jugar la copa soviètica per equips amb el "Daugava" el 1954 (al segon tauler femení), el 1961 (al primer tauler femení), el 1964 (al primer tauler femení) i el 1968 (al primer tauler femení).